# Pokolj u Širokoj Kuli 13. listopada 1991.
Pokolj u Širokoj Kuli je ratni zločin kojeg su počinile maskirani lokalni pobunjeni Srbi (pripadnici četničkih formacija i milicije tzv. "SAO Krajine") nad Hrvatima iz tog sela, u svrhu etničkog čišćenja tog kraja od hrvatskog stanovništva. Najveći dio pokolja je bio 13. listopada 1991., kada su pobunjeni Srbi ubili 8 Hrvata, a pokolj se nastavio i idućih dana, kada su ubili još 32 osobe. Među njima je i djevojčica Verica Nikšić od 13 godina, 17-godišnji dječak, cijela peteročlana obitelj te mnoštvo starijih osoba.
Široka Kula se nalazi 11 km od Gospića i 3 km od Ličkog Osika (za srp. okupacije nazvanim imenom "Teslingrad").
Selo, iako je imalo samo trećinu stanovništva Hrvata, bilo je "trn u oku" srpskim pobunjeničkim krugovima, jer je i kao takvo im predstavljalo "klin" u njihovoj paradržavi tzv. "Republici Srpskoj Krajini", koja je u njihovim zamislima trebala biti etnički čisti teritorij, naseljen isključivo Srbima.
Valja navesti da mediji često pod ovaj pokolj pribrajaju i pokolje u susjednom selu Bukovcu, udaljenom 5 km, u zaselcima Radići i Vučići. 34 (30 Hrvata i 4 Srba) su civila ubijena u Širokoj Kuli i 7 u Bukovcu.

## Tijek pokolja
Nesporazumi u selu Široka Kula su počeli nakon što su provedeni izbori.
U okolnost valja navesti da je JNA svim Srbima u Širokoj Kuli podijelila automatsko i poluautomatsko oružje.

U Širokoj Kuli su se organizirali isključivo mjesni Srbi. Također, u Široku Kulu su došle i mlađe osobe iz Ličkog Osika naselja, koji su Širokokuljanima odnijeli oružje, čak i lovačke puške. Napetosti su posebno počele 29. kolovoza 1991. Tog dana su srpski odmetnici pucali automatskim pješačkim oružjem prema mjesnim Hrvatima (iznad njih). Širokokulskim Hrvatima su srpski odmetnici govorili da ne smiju se udaljavati iz sela, tako da ga nisu mogli napustiti, iako su pokušavali na razne načine, pozivajući sumještane Srbe neka im pomognu izaći iz sela, što im nije bilo uslišeno. U vrijeme oružanog sukoba na Ličkom Osiku između hrv. oružanih snaga i velikosrpskog agresora, srpski odmetnici su, naoružani automatskim pješačkim naoružanjem i tromblonskim minama, zlostavljali hrvatske civile koji su ostali živjeti u Širokoj Kuli. Maltretiranja su se činila tako da su srpski odmetnici pucali po civilnim objektima, naročito noću. Civilima su ograničavali kretanje dalje od njihovih kuća. Bilo im je ograničeno kretanje u promjeru oko 300 m, a zaprijećeno im je da ako izađu izvan tog kruga, da će biti ubijeni; u praksi je taj "krug" bio već kad bi izašli iz kuća, a svako kretanje su morali im prijaviti. Čak ni izgon blaga na pašu nije bio dopušten. Prijetnje su potvrđivali pucanjem po krovovima kuća i po prozorima, održavavši ozračje straha među mjesnim Hrvatima. Također je civilima bilo naređeno da moraju ići na počinak u strogo određenu kuću između 17 - 18 sati i ostati u njoj do 7 ujutro, bez paljenja šibica i cigareta. Dana 13. listopada 1991., iza podne, srpski su odmetnici zapovjedili hrvatskim civilima neka otiđu u "sklonište". Tog dana su svjedoci vidili sve sumještane Srbe naoružane, kao i naoružane Srbe iz Klenovca i Vukave kako se raspoređuju i dogovaraju. Svi Srbi su bili naoružanim i u uniformama (i maskirnim i zelenim), čak i žene. Maskirani lokalni Srbi su prisilno zatvorili mjesne Hrvate u dvije kuće (kojima su vlasnici bili Hrvati) te ih potom zapalili (granatama, tromblonima). Najmlađa žrtva je bila djevojka od samo trinaest godina. Konkretno, jedna skupina hrvatskih civila, njih 11, se prisilno "sklonilo" u podrum jedne kuće, koju su odmetnici prethodno zapalili tromblonskom minom. Skupina odmetnika je ušla u podrum i pucala po "sklonjenim" civilima, ubivši njih osmero.
Od to osmero, njih troje, koje je preživilo prvotni napad, je izašlo vanka, a srpski su ih odmetnici ubili odmah ispred podruma. Tijela to troje su potom odvukli u zapaljenu staju (zapaljenu zoljom, kao i još neke kuće i gospodarske zgrade). Blago iz staja je opljačkano. Neki starci su zaklani u kućama, koje su poslije zapaljene.

Hrvati, koji su uspjeli izmaknuti smaknuću, pobjegli su izvan sela i sakrili se u živicu, čekajući noć. Uslijedilo je veliko nevrijeme, što je preživjelima bilo dodatno "osiguranje" te su pobjegli u Perušić.
U spomen na žrtve je podignut spomenik "Portal hrvatske povijesti", rad akademskog kipara Petra Dolića.
Ukupan je broj žrtava 40 (posljednji podatci).
Za taj su ratni zločin 1994. godine u odsutnosti osuđena sedmorica Srba, pripadnika četničkih formacija, zbog kršenja Dopunskog protokola Ženevske konvencije od 12. kolovoza 1949. g. i zaštiti žrtava međunarodnih oružanih sukoba u vrijeme oružanog sukoba.
Sedmorica srpskih odmetnika su još na slobodi (stanje na 13. listopada 2006.).
Ostaci žrtava toga zločina pronađeni su u okolnim jamama, ponajviše u Golubnjači I i II.
Dana 10. rujna 2007., je u mjestu Ljubovu, koje se nalazi u širokokulskoj župi, podignuto spomen obilježje u sjećanje na žrtve iz masovne grobnice u jami Golubnjači.
Ostatke 16 osoba se još nije pronašlo. Vrlo mali broj širokokulskih Hrvata se uspio spasiti od ovog pokolja.

## Sudbina ubijenih
Posmrtni ostatci žrtava (mnoga tijela su bila spaljena) su na mjesnim grobljima u Širokoj Kuli, Gospiću i Ličkom Osiku. 
Sveukupno, okolna sela s malobrojnim stanovništvom Hrvatima, Široka Kula, Vukšić, Urije, Ostrvica i Lički Osik, imala su čak 164 žrtve u Domovinskom ratu, od čega je najviše bilo civila. 18 osoba se smatra nestalima (stanje na 6. srpnja 2005.).
Bivši ministar u vladi pobunjenih Srba, Savo Štrbac, imena je članova mučki ubijene srpske obitelji i njihove majke Hrvatice, stavio na svoj "popis Srba koje su ubile hrvatske snage".<ref>